# Ali Begeçarslan
Ali Cansun Begeçarslan (* 18. September 1982 in Istanbul) ist ein ehemaliger türkischer Fußballspieler.

## Spielerkarriere

### Verein
Begeçarslan begann mit dem Vereinsfußball in der Nachwuchsabteilung von Istanbul Akatlarspor und wurde 2001 von hier in die Nachwuchsabteilung von Beşiktaş Istanbul geholt. In den letzten Spieltagen der Saison 2000/01 wurde er vom Cheftrainer Christoph Daum in den Profikader aufgenommen und war neben seiner Tätigkeit bei der Reservemannschaft auch hier aktiv. In der Ligapartie vom 19. Mai 2001 gegen Siirt Jet-Pa Spor wurde Begeçarslan von Daum in der 83. Minute für Tayfur Havutçu eingewechselt und gab damit sein Debüt. Im August des gleichen Jahren erhielt er von Beşiktaş einen Profivertrag. In der kommenden Saison nahm er zwar am vorsaisonalen Vorbereitungscamp der Profis teil, jedoch setzte ihn Daum in der Saison 2001/02 in keiner Pflichtspielbegegnung ein. Erst unter Daums Nachfolger Mircea Lucescu entwickelte sich Begeçarslans Karriere weiter. Lucescu setzte ihn in fünf Pflichtspielpartien ein und Begeçarslan erzielte in diesen Spielen vier Tore. Besonders durch seine Leistungen in der Partie vom letzten Spieltag gegen Samsunspor wurde er von der Fachpresse zum Matchwinner erklärt. In dieser Begegnung erzielte er beim 4:3-Auswärtssieg zwei Tore und avancierte zu einem der verheißungsvollsten Jungspieler der Liga. In dieser Saison, der Saison zum hundertjährigen Vereinsbestehen, wurde er mit seiner Mannschaft Türkischer Meister. Zusätzlich kam seine Mannschaft in dieser Saison bis ins Viertelfinale des UEFA-Pokals und erreichte damit die beste Vereinsplatzierung in den europäischen Pokalwettbewerben. Trotz dieser erfolgreichen Saison wurde er für die kommende Saison an den Ligarivalen Gençlerbirliği Ankara ausgeliehen. Nachdem er bei den Hauptstädtern den Cheftrainer Ersun Yanal nicht von seinen Fähigkeiten überzeugen konnte, wurde er zur Rückrunde zu Beşiktaş zurückgeschickt. Da dieser Verein gerade eine unruhige Zeit durchmachte konnte Begeçarslan in drei Ligaspielen bis zum Saisonende nicht überzeugen.
Im Sommer 2004 verließ er Beşiktaş und wechselte zum Ligarivalen Sakaryaspor. Bei diesem Verein erzielte er in 22 Ligaspielen fünf Tore und machte erneut auf sich aufmerksam. Da sein Verein zum Sommer 2005 aber den Klassenerhalt verfehlt hatte, wechselte Begeçarslan zu Gençlerbirliği. Hier verweilte er nur eine Saison und zog dann innerhalb der Liga zu Antalyaspor weiter. Während er als Flügelspieler bei seinen vorherigen zwei Vereinen fünf bzw. vier Tore erzielen konnte, blieb er bei Antalyaspor in 20 Spielen torlos und auch hinter den Erwartungen. So verließ er im Sommer 2007 den Verein Richtung Ligarivale Gaziantepspor. Nachdem er hier auch nicht überzeugen konnte, wurde sein Vertrag vorzeitig im April 2008 aufgelöst.
Zur Saison 2008/09 wechselte Begeçarslan mit seinen Landsleuten Suat Usta und Levent Kartop zum aserbaidschanischen Verein Neftçi Baku. Hier spielte er nur eine Spielzeit lang und kehrte dann in die Türkei zurück. Nach seiner Rückkehr spielte er für die Dauer von jeweils einer halben Spielzeit für die Zweitligisten Hacettepe SK, Kocaelispor und Diyarbakırspor.
Nachdem er die Rückrunde der Saison 2010/11 beim Drittligisten Adana Demirspor verbracht hatte, wechselte er im Sommer 2011 zum Ligarivalen Eyüpspor. Bei den Istanbulern spielte er etwa zwei Spielzeiten lang und machte durch eine Schlägerei gegen seinen Gegenspieler Serhat Akın von Altay Izmir auf sich aufmerksam. Nachdem sein Vertrag im März 2013 aufgelöst worden war, blieb er bis zum Januar 2014 vereinslos. Anschließend verpflichtete ihn Eyüpspor bis zum Saisonende ein zweites Mal. Im Sommer 2014 beendete Begeçarslan schließlich seine Laufbahn.

### Nationalmannschaft
Begeçarslan durch die türkische U-17-Nationalmannschaft, die U-18- und die U-21-Nationalmannschaft.

## Erfolge
Mit Beşiktaş Istanbul
- Türkischer Meister: 2002/03
- Viertelfinalist des UEFA-Pokals: 2002/03